# Svetlana Bojković
Svetlana Bojković (Zemun, 14. prosinca 1947.) je srbijanska glumica.

## Životopis
Svetlana Bojković je diplomirala na Akademiji za kazalište, film, radio, i televiziju u Beogradu. Ostvarila je veliki broj uloga u kazalištu, kao i na filmu i na televiziji, od kojih su najvažniji: "Pas koji je voleo vozove" (1977.), "Neka druga žena" (1981.), "Halo taksi" (1983.), "Bolji život" (TV serija) (1987. – 1991.), "Smrt gospođe ministarke" (TV) (1991.), "Srećni ljudi" (TV serija) (1993. – 1996.), "Porodično blago" (TV serija) (1998. – 2001.). S pokojnim suprugom Milošem Žutićem ima kćer, također glumicu Katarinu Žutić.

## Uloge

### Filmografija
- 1967.	Jednog dana moj Jamele
- 1968.	Pod staklenim zvonom
- 1968.	Ljubitelj golubova
- 1968.	Prvoklasni haos
- 1968.	Ledeno ljeto
- 1969.	Veličanstveni rogonja
- 1969.	Obična priča
- 1969.	Preko mrtvih	Olga
- 1969.	Jednog dana ljubav
- 1969.	Tri serenade
- 1969.	Krčma na glavnom drumu
- 1970.	Protekcija	Draginja, ministrova kći
- 1970.	Omer i Merima
- 1970.	Đido	Ljubica
- 1970.	Rođaci	Ana
- 1970.	Selo bez seljaka
- 1971.	Vežbe iz gađanja
- 1971.	Čedomir Ilić (Višnja Lazarević)
- 1971.	Kuda idu divlje svinje	(Vera)
- 1972.	Sami bez anđela
- 1972.	Afera nedužne Anabele
- 1972.	Amfitrion 38
- 1972.	Čučuk Stana	Čučuk Stana
- 1972.	Izdanci iz opaljenog grma
- 1973.	Nesreća
- 1973.	Poslednji
- 1973.	Hotel za ptice
- 1973.	Naše priredbe	Stela Budičin
- 1973.	Obraz uz obraz	Ceca
- 1973.	Pozorište u kući 2	Beba
- 1974.	Mister Dolar
- 1974.	Zakletva
- 1974.	Brak, sveska prva
- 1974.	Dimitrije Tucović	Dobroslava Đorđević
- 1975.	Lepeza ledi Vindemir
- 1975.	Otpisani	Olivera
- 1975.	Dragi, budi mi nepoznat
- 1976.	Aranđelov udes
- 1976.	Izgubljena sreća	Desa
- 1976.	Čast mi je pozvati vas
- 1977.	Pas koji je voleo vozove	Mika
- 1977.	Jedan dan
- 1977.	Žena na kamenu
- 1977.	Nikola Tesla	Ketrin Džonson
- 1978.	Misao
- 1978.	Pučina
- 1978.	Igra u dvoje
- 1978.	Povratak otpisanih	Stana
- 1980.	Beogradska razglednica 1920
- 1980.	Pozorišna veza
- 1980.	Sunce
- 1981.	Crvena kraljica	Magda Mihajlović
- 1981.	Neka druga žena	Danica
- 1981.	Svetozar Marković
- 1982.	Tri sestre
- 1983.	Sumrak
- 1983.	Poslednje sovuljage i prvi petli
- 1983.	Halo taksi
- 1984.	Ljetovanje na jugu
- 1985.	X+Y=0	gospođa Y
- 1985.	Priče iz fabrike	Svjetlana Pašić
- 1986.	Neozbiljni Branislav Nušić	branilac
- 1987. – 1988.	Bolji život	Emilija Popadić
- 1989.	Bolji život	Emilija Popadić
- 1990.	Gala korisnica: Atelje 212 kroz vekove
- 1990.	Ljubav je hleb s devet kora
- 1991.	Smrt gospođe Ministarke	Živana Žanka Stokić
- 1991.	Konak
- 1990. – 1991.	Bolji život 2	Emilija Popadić
- 1992.	Policajac s Petlovog brda	Radmila
- 1993.	Policajac s Petlovog Brda	Radmila
- 1993. – 1994.	Srećni ljudi	Antonija Miloradović
- 1994.	Vukovar, jedna priča	Vilma
- 1994.	Policajac s Petlovog Brda 2	Radmila
- 1996.	Joj, Karmela	Karmela
- 1996.	Filumena Marturano	Filumena Marturano
- 1995. – 1996.	Srećni ljudi 2	Antonija Miloradović
- 1997.	Ptice koje ne polete
- 1998.	Lagum	Milica Pavlović
- 1998. – 2001.	Porodično blago	Valerija Gavrilović
- 1999.	Proputovanje
- 2001.	Budi fin
- 2001. – 2002.	Porodično blago 2	Valerija Gavrilović
- 2002.	Zona Zamfirova	Jevda
- 2003.	Mansarda	Kruna
- 2003.	M(j)ešoviti brak (serija)
- 2006.	Šejtanov ratnik	Latinka
- 2006. – 2007.	Bela lađa	Jasmina Pantelić
- 2007.	Pozorište u kući	Ana Šumović
- 2007. – 2008.	Ulica lipa	Duda
- 2008.	Bela lađa 2	Jasmina Pantelić

## Ostalo
- "Exkluziv Tabloid" kao gošća priloga (2019.)

## Priznanja
- Nagrada "Velika Žanka" (2003.)
- Nagrada za životno djelo "Dobričin prsten" (2005.)

## Vanjske poveznice
- IMDb: Svetlana Bojković